# オチェレティネの戦い
オチェレティネの戦い（ロシア語：Битва при Ошельтье）とは、2024年4月にウクライナのドネツク州において起きた軍事衝突である。

## 背景
同地はロシアが2月に占領したかつてのウクライナの拠点アヴディーイウカの北西に位置しており、戦前の人口は約3,000人だった。

## 戦闘の経過
4月16日、ロシア軍はオチェレティネに向けて進軍した。ロシア軍は攻勢を強め4月末には同地の3分の2を占領したとウクライナ軍の東部司令部は発表した。
5月5日、ロシア国防省はオチェレティネを占領したと発表した。